# Festival

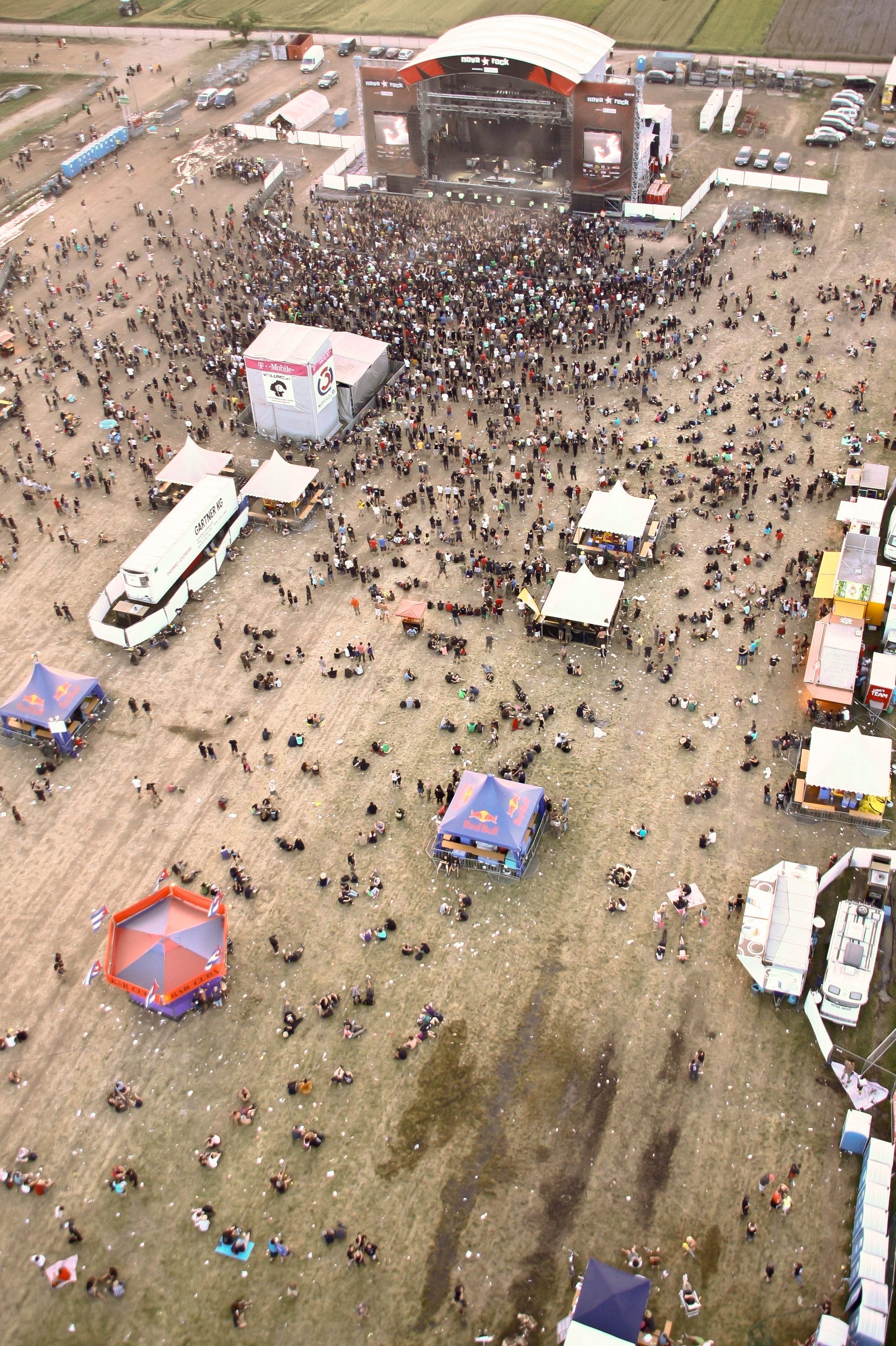
Hudební festival

Slovem festival označujeme obvykle organizovanou sadu zvláštních společenských událostí, např. hudebních nebo filmových představení.
Slovo festival pochází z latinského slova festive, a znamená událost, shodného významu je také slovo feast. Podle druhé verze slovo festival pochází ze středověké angličtiny a francouzštiny se základem ve starém latinském slově festivus, znamenající slavit nebo oslavu. Slovo festival je známé z roku 1589, předtím se používalo v běžné mluvě od 14. století pro označení náboženských svátků. První festivaly pořádali kmenoví šamani jako oslavu slunovratu. (Čerpáno z buletinu ČD 2008: Vlakem na festivaly.)

## Festival jako přehlídka
Veřejná přehlídka soutěžní i nesoutěžní uměleckých děl, uměleckých výkonů a artefaktů, společenská událost často slavnostního rázu.
- V umění
  - hudební festival
  - filmový festival
  - divadelní festival
  - literární festival
- V duchovní rovině
  - duchovní festival[1] (přehlídka zbožnosti, festivit, církevních úkonů a pobožností)

## Jiný význam
- festival (setkání) – v dřívějších dobách také sjezd, sněm či slet většího množství lidí s bohatým doprovodným společenským programem
  - v totalitních dobách např. Festival dětí a mládeže – slovo se v tomto významu dnes již téměř vůbec nepoužívá